# Stațiunea balneoclimaterică „Nufărul Alb”

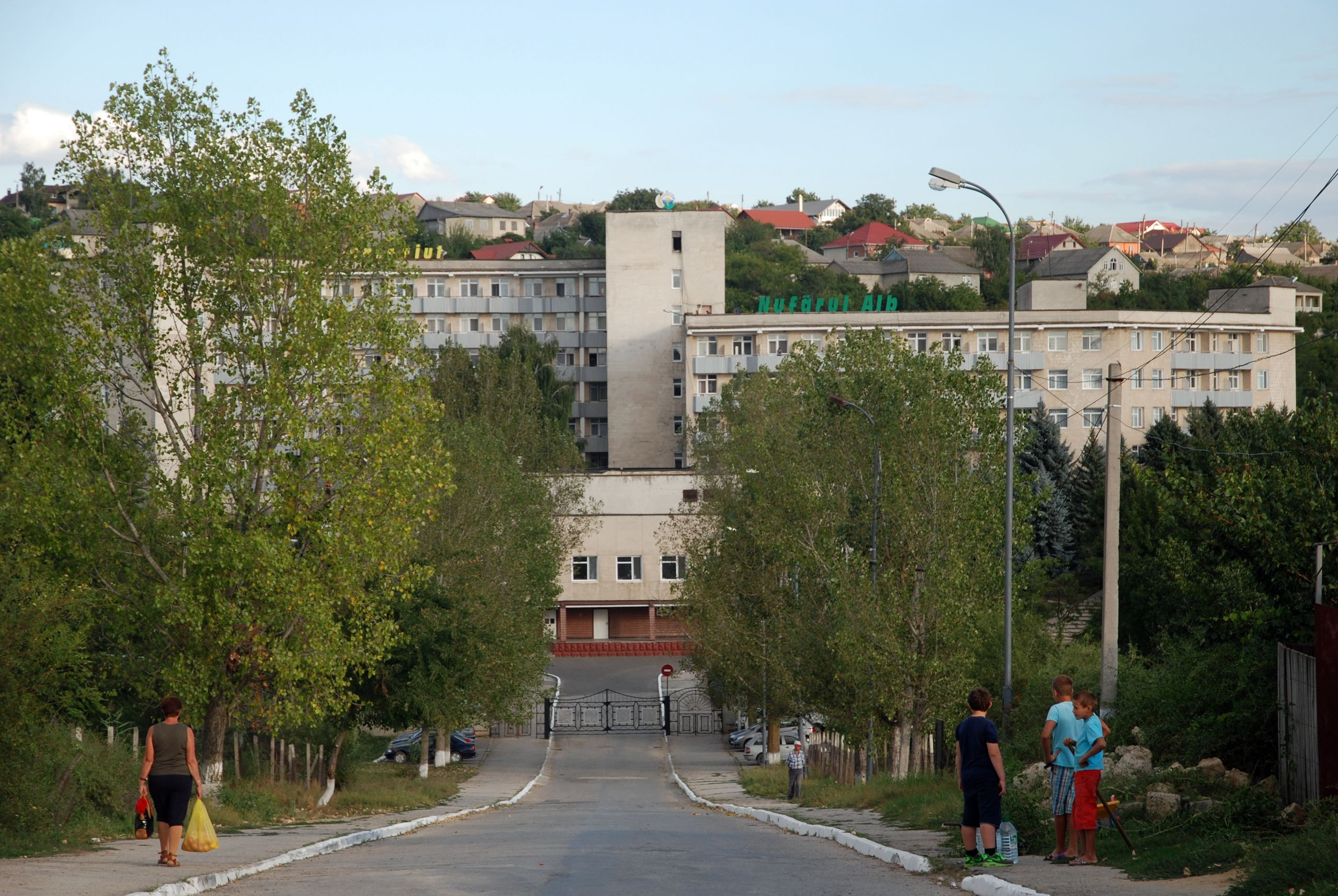
Sanatoriul

Stațiunea balneară „Nufărul Alb” (uneori Sanatoriul „Nufărul Alb”) este o stațiune balneoclimaterică amplasată în sudul Republicii Moldova, în orașul Cahul.
Organizarea procesului de tratament la stațiune este asigurat de către policlinica balneară. Aici se află stabilimentul de băi, buvetul de apă minerală potabilă, cabinetele fizioterapeutice, de terapie manuală și masaj, săli de gimnasitcă curativă și mecanoterapie, hidroterapie și bazin, săli cu microclimat modificat, cabinete pentru irigații vaginale și hidrocolonoterapie (irigații intestinale), cabinete de tratament cu ozocherită.

## Apa minerală
„Apa minerală de Cahul” se referă la apele sulfuroase (H2S+HS 49-78 mg/l), slab termale (t0 28-290C), saline (M 69-72 g/l), cu concentrație mare de iod (22 mcg/l) și brom (136 mg/l).
Apa respectivă este atribuită categoriei de ape minerale gen „Mațesta”, pe lângă aceasta, având are un șir de proprietăți caracteristice:
- Componența complexă (sulfizi, iod, brom și clorură de sodiu), permite tratamentul unui perimetru larg de pacienți;
- Concentrația optimă de sulfizi (49-78 mg/l);
- Gradul înalt de mineralizare (72 g/l) – în apele de Mațesta gradul de mineralizare fiind foarte mic din cauza necesității de dizolvare a concentrației înalte de sulf;
- Conținutul înalt de iod (22 mcg/l) și brom (136 mg/l) asigură anumite priorități în ceea ce privește tratamentul afecțiunilor intercurente.

## Personal
În sanatoriul „Nufărul Alb” activează 245 de colaboratori, printre ei – 11 medici, de categorie superioară 8 și de prima categorie 3, 49 de cadre medicale medii (24 de categorie superioară, 13 de prima categorie, 5 de categoria a doua).

## Statistici
De la fondarea din 1984, sanatoriul a fost vizitat de peste 215 mii de pacienți, inclusiv din străinătate. Capacitatea actuală a sanatoriului este de 500 de paturi și, în perioada iunie-septembrie, aceasta este valorificată integral, iar cererile depășesc semnificativ oferta. 
În anul 2010 stațiunea a fost frecventată de 6 990 cetățeni, în anul 2011 – 7 485, în 2012 – 8 306, iar în 2013 – 8 655 pacienți.

## Legături externe
- Sanatoriul "Nufărul Alb", Cahul, tratament și odihnă Arhivat în 2 aprilie 2015, la Wayback Machine. pe enjoytravel.md
- Sanatoriul "Nufărul Alb" din Cahul Numărul 1 în tratament și odihnă, în Republica Moldova! (newlandoftransnistria.wordpress.com)
- „Nufarul Alb” pe oktravel.md